# Патриарший центр древнерусской богослужебной традиции
Патриа́рший це́нтр древнеру́сской богослуже́бной традици́и — организация, действующая под эгидой патриарха Московского и всея Руси при единоверческом храме Покрова Пресвятой Богородицы в Рубцове (Москва). Осуществляет богослужебную, образовательную и научную деятельность. В связи с отсутствием в Русской православной церкви учебного заведения, готовящего клириков старого обряда, их подготовку осуществляет данный центр.

## История
Идея такого центра вынашивалась достаточно долго — в 2004 году на Архиерейском Соборе была создана Комиссия по делам старообрядных приходов и по взаимодействию со старообрядчеством.
Учреждён 3 июля 2009 года указом Патриарха Московского и всея Руси Кирилла при Покровском храме в Рубцове в Москве «с целью практической реализации одобренных Священноначалием Русской Православной Церкви программ Комиссии по делам старообрядных приходов и по взаимодействию со старообрядчеством».
Со дня основания «Патриарший центр древнерусской богослужебной традиции» возглавляет протоиерей Иоанн Миролюбов. По словам иерея Иоанна, патриарший центр призван более полно изучить суть раскола и по мере сил врачевать его.
9 февраля 2010 года Патриарший центр древнерусской богослужебной традиции был официально зарегистрирован Министерством юстиции Российской Федерации.
4 февраля 2011 года Архиерейский Собор Русской православной церкви в своём определении «О вопросах внутренней жизни и внешней деятельности Русской Православной Церкви» отметил:

Дальнейшему упорядочению деятельности старообрядных (единоверческих) приходов Русской Православной Церкви призвана способствовать начавшаяся деятельность Патриаршего центра древнерусской богослужебной традиции. Признано целесообразным развивать его как учреждение по подготовке единоверческих клириков.
22 января 2018 года на семинаре для старообрядных (единоверческих) священнослужителей митрополит Иларион (Алфеев) отметил: «Отрадно, что со многими недавно возникшими старообрядными общинами у Патриаршего центра возникли прочные духовные и деловые связи. Особенно можно отметить Симбирскую, Вятскую общины и общину Ростова-на-Дону. Некоторые активисты старообрядных общин становятся внештатными сотрудниками центра. Призываю всех к тесному сотрудничеству с Патриаршим центром, ибо такое сотрудничество может существенно помочь не только в становлении местных старообрядных общин, но и в развитии всего старообрядного движения».

## Наблюдательный совет
- Патриарх Московский и всея Руси Кирилл, председатель Наблюдательного совета;
- митрополит Волоколамский Иларион (Алфеев), председатель ОВЦС МП, заместитель председателя Наблюдательного совета;
- протоиерей Николай Балашов, заместитель председателя ОВЦС МП;
- протоиерей Игорь Якимчук, секретарь ОВЦС МП по межправославным отношениям;
- протоиерей Иоанн Миролюбов, секретарь Комиссии по делам старообрядных приходов и по взаимодействию со старообрядчеством, консультант ОВЦС МП;
- Леонид Михайлович Севастьянов, исполнительный директор Благотворительного фонда имени святителя Григория Богослова;
- Дмитрий Иванович Петровский, сотрудник ОВЦС МП.

## Деятельность
Согласно уставу, для достижения своих целей и задач «Патриарший центр древнерусской богослужебной традиции»:
- способствует всестороннему участию старообрядных приходов Русской православной церкви в общецерковной жизни;
- содействует координации деятельности старообрядных приходов Русской православной церкви, изучает и обобщает их опыт;
- знакомит православных верующих с древнерусской христианской культурой, в частности, с древними традициями бытового и семейного уклада жизни.
- способствует совершенствованию навыков священно-церковнослужителей старообрядных приходов Русской православной церкви Русской Православной Церкви в проведении богослужений по древнерусским церковным уставам.
- способствует обучению древнему церковному уставу и знаменному пению.
- осуществляет прикладные исследования в области русской и византийской литургики, церковной археологии, реконструкции древних пластов (до середины XVII века) русской церковной культуры;
- проводит круглые столы, семинары и иные мероприятия, посвящённые духовному наследию Древней Руси;
- проводит обучающие семинары по подготовке молодёжи к созданию здоровой семьи.

Как отметил Иоанн Миролюбов в 2016 году: «у нас действуют несколько кружков, где обучают знаменному пению — читать и петь „по крюкам“ — так до введения современной нотной записи на Руси записывали распевы. В других кружках будущие священники изучают богослужебный устав. Приезжают на стажировку священники из других городов <…> Известные литургисты — Михаил Желтов, Георгий Крылов — проводят у нас лекции, есть исторический семинар. У нас формируется круг учёных, которым интересно работать в области истории русской церкви: причина раскола, процессы, которые происходят в современном старообрадчестве и современном единоверии. Мы планируем издательскую деятельность: научная, богослужебная литература».